# Tábor (distrito)
Tábor é um distrito da República Checa na região de Boémia do Sul, com uma área de 1 327 km² com uma população de 102 828 habitantes (2002) e com uma densidade populacional de 77 hab/km².